# Новоплатоновка
Новоплато́новка либо Но́во-Плато́новка (укр. Новоплатонівка) — село,
Боровской поселковый совет,
Боровский район,
Харьковская область, Украина. Население по переписи 2001 г. составляет 460 (189/271 м/ж) человек.

## Географическое положение
Село Новоплатоновка находится на левом берегу
Оскольского водохранилища (река Оскол).
От водохнанилища село отделяет полоса в 1 км большого лесного массива (сосна).
В 3-х км располагается пгт Боровая.
Рядом проходят автомобильная дорога Т-2109 и железнодорожная дорога (ближайшая станция Платоновка).

## История
- 1910 — село основано переселенцами из Екатеринославщины[2][3][4]. Село названо в честь Платона Кальницкого, доверенного лица помещицы Софьи Николаевны Пеховской, которая продала свои земли переселенцам[2]. Среди них: 
  1. Аврам Дубовой
  2. Филипп Кучма
  3. Андрей Николаенко
  4. Кондрат Петрыга
  5. Андрей Плахтий
  6. Константин Слюта
  7. Алексей Скиба
  8. Федосий Хоружевский
  9. Михаил Шелест.
- При СССР в селе действовали колхоз, молочно-товарная ферма, тепличный комбинат, детский сад, газокомпрессорная станция.[1]

## Объекты социальной сферы
- Школа I—III ст. (Деятельность приостановлена, не работает с 1 сентября 2016)[5]

## Экономика
- Одноребровский залив и прилегающие мелководия в центральной части водохранилища и на его левом берегу между селом Новоплатоновка и смт Боровая — одно из основных нерестилищ и место нагула промысловых рыб. Площадь — 90 га[6][7].
- В нескольких километрах размещена газокомпрессорная станция "Борова"[8]

## Достопримечательности
- Братская могила советских воинов РККА Архивная копия от 18 апреля 2021 на Wayback Machine
- Новоплатоновский могильник